# Yoo Young-hoon
Yoo Young-hoon (* 27. Februar 1972) ist ein südkoreanischer Marathonläufer.
1993 siegte er beim Chuncheon-Marathon. 1994 wurde er mit seiner persönlichen Bestzeit von 2:10:12 h Fünfter beim Dong-A-Marathon. Beim selben Rennen wurde er 1995 erneut Fünfter und 1996 Siebter.